# 暑熱馴化
- 暑熱馴化
- 暑熱順化

暑熱馴化（しょねつじゅんか、英: heat acclimation）とは、体に加わった暑熱ストレスを軽減させるような適応変化の事を言い、暑い環境に順応させることである。「暑熱順化」「暑熱順応」とも表記される。暑熱順化をする事で熱中症予防になるとされている。

## 種類
発汗機能（発汗開始温度、部位、量、汗中のナトリウム濃度など）や獲得期間により2つに大別される。
短期暑熱順化短期間の暑熱暴露や運動により獲得するタイプ。外気に触れやすい四肢の発汗が増加。発汗閾値体温が下がることと発汗量の増加により適応する。1日に1 - 2時間程度の暑熱暴露を連日繰り返すと数日から2週間程度で順応を獲得できるが、暑熱環境でなくなると1 - 4週間程度で順応効果は消失する。体温低下に寄与しない無効発汗（滴り落ちる汗）により体液を失うので脱水症状に陥る。
長期暑熱順化熱帯地方などの住民にみられ、暑熱地域で長期間生活することで獲得するタイプ。短期型と比較すると発汗開始が遅く量は少なく汗中のナトリウム濃度は低い。発汗閾値体温が高いので発汗中の皮膚温も高く少量の発汗で効率的に体温低下が行われる。

## 方法
発汗を促すことと、環境温度を見直すことに大別できる。前者ではウォーキングやジョギング、自転車などの運動、半身浴やサウナも効果がある。運動環境の湿度は低い方が効果が高く、若年層においては、有酸素運動が比較的有効である。
後者では半袖且つ厚着をせずに快適にいられる程度に冷房の設定温度を高めに設定し（使わないというわけではない）、朝夕は室内に外気を取り入れる方法がある。いずれの場合でも、適切な水分補給は不可欠である。
馴化は概ね1週間ないし10日で整えることが出来るが、運動強度を上げることにより、効果を早めることが出来る。

## 効果
新陳代謝および発汗機能の向上に有効である。汗腺の働きが活発になり、発汗量が増加するものの塩分は汗腺導管部で再吸収されることから塩分喪失が抑制される。汗は塩分が少なくサラサラになり、水分補給により体液バランスが回復しやすくなることから、熱中症になりにくくなる。発汗反応の効果は胴体に比べ、手や足など末梢部の方が高く現れる。
暑熱に対する連日の暴露と間欠の暴露で順化効果を比較した2002年の報告によれば、間欠暴露では効果が薄く暴露の無い数日で元に戻ってしまう。